# Laurent Garcin
Pour les articles homonymes, voir Garcin.
Laurent Garcin, né en 1683 à Grenoble et mort le 18 avril 1751 à Neuchâtel, dans la Principauté du même nom, est un médecin, botaniste et météorologue franco-suisse des XVIIe et XVIIIe siècles. Il a donné son nom au genre Garcinia.

## Biographie
Laurent Garcin est né en 1683 à Grenoble. À la révocation de l'édit de Nantes en 1685, son père, le médecin Jean Garcin, émigre et se fixe à Vevey, puis à Neuchâtel où il est naturalisé et reçu bourgeois,. Le jeune Laurent fait ses études médicales aux Provinces-Unies. 
De 1707 à 1720, il est médecin dans un régiment hollandais et voyage largement en Flandre et dans la péninsule Ibérique. Nommé chirurgien de marine par la Compagnie néerlandaise des Indes orientales, il fait, de 1720 à 1729, trois voyages aux Indes orientales. 
Il met à profit ses séjours au Bengale, à Java, à Malacca, en Perse et en Arabie pour signaler et décrire nombre de plantes nouvelles. Il rapporte des plantes et des graines qui seront utilisées par Nicolaas Laurens Burman pour la rédaction de sa Flora indica. Il se constitue également un herbier important pour lui-même. Garcin réunit aussi pour Herman Boerhaave, qui lui a donné des lettres de recommandation pour différentes personnalités qu'il allait rencontrer durant ses voyages, de nombreux documents sur la médecine indienne et chinoise, sujet qui l'intéresse.
De retour en Europe, Garcin s'établit à Leyde, puis passe son doctorat de médecine à Reims et séjourne quelques mois à Genève où il épouse Marguerite Meistre, elle aussi issue d'une famille de Huguenots,. Il revient ensuite définitivement à Neuchâtel où il est médecin à partir de 1732,. Il correspond avec nombre de scientifiques européens, dont Jussieu, René-Antoine Ferchault de Réaumur, Jean Jallabert, Louis Bourguet, Albrecht von Haller et Bernoulli, mais ces lettres sont largement perdues,.  
Le 5 août 1730, il est nommé correspondant de l'Académie des sciences de Paris,. En 1731, il devient également membre correspondant de la Royal Society et de la Société impériale des curieux de la nature, ainsi qu'associé de l'Institut de Bologne. Six de ses principaux travaux scientifiques ont été publiés dans les Mémoires de la Royal Society. De 1737 à 1739, il passe deux ans à Hulst où il exerce comme médecin et depuis où il profite de rendre une dernière visite à Boerhaave. En 1739, en rentrant à Neuchâtel, il se rend à Paris et lit à l'Académie une communication concernant des observations météorologiques qu'il a réalisées à Neuchâtel et à Hulst.
À partir de 1747, il enseigne la botanique à Neuchâtel et réalise avec ses élèves des excursions dans le Jura neuchâtelois.
Il meurt le 18 avril 1751 à Neuchâtel,.

## Hommages botaniques
En reconnaissance de ses travaux, le botaniste suédois Carl von Linné donne en 1737 le nom de Garcinia à un genre d'arbre originaire des Moluques. Abraham Gagnebin, un botaniste bernois, a donné le nom de Phasianalla Garcini à une espèce de coquillages fossiles.